# ساوناکا راواکا
ساوناکا راواکا (انگلیسی: Savenaca Rawaca؛ زادهٔ ۲۰ اوت ۱۹۹۱) بازیکن راگبی ۷ نفره اهل فیجی است.
وی به‌همراه تیم ملی راگبی ۷ نفره فیجی به مقام قهرمانی در بازی‌های المپیک تابستانی ۲۰۱۶ رسیده‌است.